# Jersey City
Jersey City az Egyesült Államok New Jersey államának második legnagyobb városa. Lakosainak száma 292 449 fő (2020. április 1.).

## Története
A várost holland telepesek (prémvadászok, farmerek, kereskedők) alapították az 1630-as években a mai Hudson folyó nyugati partján. Ezt az első települést az őslakos delavár indiánokkal folytatott összeütközések felmorzsolták, de a várost 1660-ban a közeli hegyen újra létrehozták Bergen néven, Peter Stuyvesant, a közeli holland provincia (Új Hollandia) kormányzóhelyettesének irányításával. Ettől kezdve a környező területeken hamar megjelentek a farmok, és megépült számos közösségi épület is (oktatási, vallási épületek és a helyi közigazgatás épületei). A városon a 19. századig megőrizte rurális jellegét, noha  1764-től kezdve áthaladt rajta egy fő postakocsi útvonal és elhelyezkedéséből eredően – a britek és az amerikai függetlenségiek ütközőzónájába került – helyzete bizonytalan volt.
1804-ben New York-i befektetők egy csoportja területet vásárolt a Hudson nyugati partján, hogy ott Town of Jersey néven fejlesztésbe fogjon. Robert Fulton befektető száraz dokkot alakított ki a területen és 1812-ben elindultak gőzhajó járatai Manhattanbe, majd később elindultak járatai Newarkba és Philadelphiába is. Vízi és szárazföldi kapcsolatai miatt a város fokozatosan fontos logisztikai központtá vált New York szomszédságában. E pozíciót erősítette, hogy az 1830-as évek közepén kiépült a vasút és New York felé irányuló Morris csatorna. A gazdaságilag és népességét tekintve is megerősödött város 1838-ban levált Bergenről és Jersey City néven önállóvá vált. A város gazdaságának és népességének folyamatos bővülése nyomán a környék meghatározó települése lett. A folyamat oda vezetett, hogy 1870-ben a polgárok megszavazták a környező települések egyesítését: Jersey City bekebelezte valamikori anyavárosát Bergent, és a Bergentől 1855-ben függetlenné vált Hudson City-t. 1873-ban Greenville városa (ami tíz évvel korábban szintén Bergenből vált ki) csatlakozott és ezzel kialakultak Jersey City mai határai.
Az 1880-as években ír és német bevándorlók beáramlása adott új lökést a város fejlődésének, ami az Amerikába érkező bevándorlók egyik fontos befogadója és olvasztótégelye lett. Ez etnikai sokszínűséget és konfliktusokat egyaránt eredményezett.
A település gazdasági fontosságát a 19. század végétől világvárossá növő New Yorkba és agglomerációjába irányuló személy és teherforgalom adta: Jersey City fontos logisztikai szerepbe került a térség kiszolgálásában. Pályaudvarai, vasútvonalai, kikötői, hajói megállás nélkül ontották és fogadták az embereket és az árut. Számos gyár is megtelepedett a városban. A második világháború után azonban a vasút jelentősen vesztett jelentőségéből, és számos gyár is bezárt – ez pedig a város fejlődésére is hatással volt: a '60-as és '70-es években a város hanyatlani kezdett. A folyó partján kiürülő ipari és vasúti területeket azonban a '80-as évektől új befektetők fedezték fel: a város gazdaságában jelentősebb szerepet kapott a kereskedelmi és pénzügyi szektor.

## Népessége
| 2010 | 247 597 |
| 2020 | 292 449 |